# Заводила
«Заводи́ла» (англ. Kingpin) — американский художественный фильм в жанре комедии, поставленный режиссёрами братьями Фаррелли по сценарию Барри Фанаро и Морта Натана, лауреатов премии «Эмми» 1986 года за сценарий к комедийному сериалу «Золотые девочки».
Фильм вышел в прокат США 26 июля 1996 года.

## Сюжет
Страстный игрок в боулинг Рой Мансон, в молодости пострадавший из-за попытки выдать себя за любителя, уговаривает талантливого парня Ишмаила Бурга покинуть религиозную общину амишей, чтобы принять участие в соревнованиях по боулингу. Ишмаил соглашается — ведь если он не раздобудет полмиллиона долларов, у его семьи отнимут землю. На соревнованиях они встречаются со старым знакомым Мансона, опытным и довольно наглым мастером своего дела — Эрни Маккракеном, которого не так-то просто победить.

## В ролях
| Актёр           | Роль                           |
| --------------- | ------------------------------ |
| Вуди Харрельсон | Рой «Резиновый человек» Мансон |
| Рэнди Куэйд     | Ишмаил Бург                    |
| Ванесса Эйнджел | Клаудия                        |
| Билл Мюррей     | Эрни «Большой Эрн» Маккракен   |
| Крис Эллиотт    | игрок в казино                 |
| Уильям Джордан  | мистер Бург                    |
| Ричард Тайсон   | владелец клуба                 |
| Лин Шэй         | квартирная хозяйка Мансона     |
| Зен Геснер      | Томас                          |
| Роб Моран       | Стэнли Османски                |
| Уилли Гарсон    | грабитель                      |
| Роджер Клеменс  | камео                          |

## Производство
Местом основных съёмок был выбран Питтсбург, обладавший рядом преимуществ перед другими городами, включая низкие производственные затраты, наличие кинопрофессионалов и открытую для кинематографистов политику местных властей. Решение было принято после того, как продюсеры получили личное письмо с приглашением от мэра города Тома Мерфи.

## Прокат
Премьера фильма состоялась 26 июля 1996 года в Лос-Анджелесе и Нью-Йорке.
Общие сборы в прокате составили 32 млн долларов, что превысило производственный бюджет фильма в 1,3 раза.